# Eupithecia partitecta
Eupithecia partitecta là một loài bướm đêm trong họ Geometridae.